# Herman Lommel
Herman Lommel (* 7. Juli 1885 in Erlangen; † 5. Oktober 1968; auch Hermann Lommel) war ein deutscher Indo-Iranist und Religionswissenschaftler.

## Leben und Werk
Lommel war Sohn des Physikers Eugen von Lommel und seiner Frau Luise, geborene Hegel. Die Mutter war eine Enkelin des Philosophen Georg Wilhelm Friedrich Hegel. Er absolvierte das humanistische Gymnasium und studierte an den Universitäten München und Göttingen. Er wurde im Jahr 1912 in Göttingen promoviert und habilitierte sich 1916, ebenfalls in Göttingen. Zwischen 1916 und 1918 war er Kriegsteilnehmer. Ab 1917 war er Professor für vergleichende indogermanische Sprachwissenschaft in Frankfurt/Main.
Eines der zentralen Werke der modernen Linguistik, die Grundfragen der allgemeinen Sprachwissenschaft von Ferdinand de Saussure, übersetzte er ins Deutsche.
Seine Wiedergabe der Erzählung von der Wanderung des Sehers Bhrigu ins Jenseits aus dem altindischen Opfertraktat namens Shatapatha-Brahmana war von Einfluss auf Masse und Macht, das Hauptwerk von Elias Canetti.

## Schriften (Auswahl)

### Autor
Aufsätze
- Bhrigu im Jenseits. In: Paideuma, Bd. 4 (1950) ISSN 0078-7809
- Nachtrag zu „Bhrigu im Jenseits“. In: Paideuma, Bd. 5 (1952), S. 93–109 ISSN 0078-7809
- Beitrag in: Carl Philipp Hentze: Tod, Auferstehung, Weltordnung. Das mythische Bild im ältesten China, in den grossasiatischen und zirkumpazifischen Kulturen. Origo-Verlag, Zürich 1955 (2 Bände)

1. Textband.
2. Bildband.

Bücher
- Studien über Indogermanische Femininbildungen. Vandenhoeck & Ruprecht, Göttingen 1912 (zugleich Dissertation, Universität Göttingen 1912).
- Die Religion Zarathustras nach dem Awesta dargestellt. Tübingen 1930; Neudruck Olms, Hildesheim 1971, ISBN 3-487-04119-7. (archive.org)
- Altbrahmanische Legenden. Artemis-Verlag, Zürich 1964.
- Religion und Kultur der alten Arier. Darstellungen und Untersuchungen. Klostermann, Frankfurt am Main 1935–1939

1. Die alten Arier. Von Art und Adel ihrer Götter. 1935.
2. Der arische Kriegsgott. 1939.

- Bernfried Schlerath (Hrsg.): Die Gathas des Zarathustra. Die Zeitfolge der Gathas des Zarathustra. Schwabe, Basel 1971, ISBN 3-7965-0170-2.
- Kleine Schriften (= Glasenapp-Stiftung. Band 16). Steiner, Wiesbaden 1978, ISBN 3-515-02702-5.

### Übersetzer
- Die Yäšt's des Awesta (= Quellen der Religionsgeschichte/6. Band 15). Vandenhoeck & Ruprecht, Göttingen 1927.
- Ferdinand de Saussure: Grundfragen der allgemeinen Sprachwissenschaft [Originaltitel: Cours de linguistique générale]. De Gruyter, Berlin 1931; Nachdruck ebenda 2001, ISBN 3-11-017015-9.